# De bel der stilte
De bel der stilte is het tweede album in de reeks van Sophie.
Officieel was ook De bel der stilte een avontuur van Starter, het vierde en laatste van zijn reeks. Het verscheen in Robbedoes in 1965 nummer 1433 tot 1458.  Dat Sophie steeds nadrukkelijker de hoofdrol begon op te eisen en bij lezers populairder werd dan Starter, zou de doorslag hebben gegeven voor Jidéhem om haar een eigen reeks te geven. Dit betekende dus het einde van Starter als hoofdfiguur. Het album werd uitgegeven door Dupuis in 1968 en in herdruk in 1980. Naast het hoofdverhaal is er ook het korte verhaal De toverput in het album gebundeld.

## De bel der stilte

### Personages
- Sophie
- Starter
- Pieters
- Mijnheer Karapolie
- Jozef
- John Minzwijnoff
- Bob met de handjes
- de commandant van de Giganticus
- de commissaris van de politie

### Uitvindingen van Karapolie
- De bel der stilte
- Het ei

### Verhaal
Alweer draait het avontuur om een fantastische uitvinding van de vader van Sophie. Starter en Pieters komen op bezoek bij de familie Karapolie. Daar vinden ze twee enthousiaste mensen. Het is Sophie enerzijds  gekkend met haar nieuwe speeltje de “super jokari” die voor heel wat hilarische toestanden zal zorgen in het avontuur, en Sophies vader die maar al te graag zijn nieuwste uitvinding aan zijn vrienden wil tonen. De super jokari verschilt van een gewone jokari doordat een grote bal via een elastisch touwtje aan een houten blok is bevestigd in plaats van een kleine. Je speelt het door er tegen te trappen en niet door met houten rackets tegen te slaan zoals bij de normale jokari. Deze uitvinding zal voor nogal wat problemen zorgen vooral door Sophies toedoen. De andere uitvinding van Sophies vader blijkt een bel te zijn die alle geluid binnen een bepaalde straal kan doen verstommen. De mensen in de buurt horen dus niets meer en lijken ook niet meer te kunnen spreken. Het lijkt dus alsof ze doof en stom zijn geworden. Karapolie gebruikt meteen de grote middelen bij een eerste test en wil met een kanon schieten. Voor ze een eerste test kunnen doen komt de buurman John Minzwijnoff tussenbeide boos omdat hij de bal (van de jokari) door het toedoen van Sophie in zijn gezicht had gekregen. Minzwijnoff laat per ongeluk zijn brandende sigaar vallen op de lont van het kanon. Het kanon gaat af en omdat Sophie de bal van de jokari in de loop van het kanon had gestopt, kwam die door de weerbots weer terecht op het hoofd van Minzwijnoff. Als de man weer een beetje bij zijn positieven is, merkt hij hoe Karapolie met de hulp van Jozef verdergaat met zijn experiment. Karapolie zet zijn toestel aan en Jozef schiet met het kanon. De scheldtirades van Minzwijnoff verzwakken meteen. Eerst is hij hevig in paniek omdat hij denkt dat hij doof en stom geworden is. Als Karapolie iedereen uitlegt dat het door de “bel der stilte” komt, muist Minzwijnoff er stiekem vanonder. Minzwijnoff is namelijk impresario van de muziekband de “Burning Scones”, die muziek spelen gelijkaardig aan “The Beatles”. Bij hem is namelijk het plan opgekomen om de bel der stilte buit te maken. Hij wil deze en masse produceren en inzetten en zo concerten van concurrerende bands laten verstommen. Op die manier zouden zijn jongens het populairste worden en hij het meeste winst binnenrijven. Hij heeft contacten met de onderwereld en pleegt een telefoontje naar de lepe crimineel “Bob met de handjes”. De opdracht van Bob is de bel der stilte buitmaken.
Als mijnheer Karapolie samen met dochterlief, Pieters en Starter nog wat proefnemingen gaan doen met de bel in de luidruchtige stad, gaat het mis. Een mijnheer met een drilboor raakt door de geluidloosheid zo in paniek dat zijn drilboor op hol slaat en schade veroorzaakt bij een kruidenierszaak. Bob die alles heeft gezien maakt van de verwarring gebruik om het koffertje met de bel weg te nemen. Hij wordt echter op zijn beurt verrast omwille van het geluid dat uit het koffertje komt. Blijkbaar werd alle geluid dat er tijdens de waas van stilte door de omstanders en voorwerpen werd getracht maken nu geproduceerd door de bel maar dan in versterkte vorm. Blijkbaar kwam dat omdat de klankcondensator van het toestel was verzadigd. Bob probeert zich uit de voeten te maken, maar Starter en Pieters proberen hem te doen stoppen zonder succes. Als ook Sophie er zich mee gaat moeien, neemt Bob haar echter gevangen. Bob neemt Sophie mee als gijzelaar zodat hij ongestoord kan wegkomen. Bob belooft Sophie een heel eindje buiten de stad af te zetten. Sophie vindt echter een slimme manier om te kunnen ontsnappen op een manier die Bob nog lang zal heugen. Als Sophie weer thuiskomt zijn haar vader, Jozef, Starter en Pieters natuurlijk overgelukkig. Sophie vertelt het hele verhaal dat op vrolijk gelach wordt onthaald. Minzwijnoff is uiteraard niet blij dat Bob in zijn opdracht mislukte. Hij bedenkt echter zelf een plan om de bel der stilte in handen te krijgen. Hij geeft twee kaartjes aan Sophie voor een concert van de Burning Scones. Haar vader heeft te veel werk, waardoor Jozef in zijn plaats Sophie zal vergezellen. Als ‘s avonds Sophie en Jozef weg zijn en Sophies vader druk bezig is met zijn redevoering voor te bereiden, krijgt hij het bezoek van Bob gestuurd door Minzwijnoff. Bob dwingt Karapolie met ene pistool hem te volgen. Minzwijnoff komt dan ook in actie en bedwelmt hem met chloroform. Ze nemen hem mee. De volgende ochtend roept Jozef de hulp van Starter en Pieters in. Sophie die de dag ervoor vanuit de auto Bob samen met Minzwijnoff meent te hebben gezien bij het terugkeren van het concert, denkt dat die twee iets met de ontvoering van hun vader hebben te maken. De commissaris van de politie zegt dat zo een vooraanstaand burger zoiets nooit zou kunnen doen en hij zijn hoed zou opeten als het toch zo zou zijn. Omdat de politie zelf niet meteen in actie lijkt willen te komen ondanks de aanwijzingen in de richting van Minzwijnoff, gaan de vrienden zelf uit op onderzoek. Jozef vindt een artikel over Minzwijnoff die op zijn luxe jacht de Medusa een gemaskerd bal geeft in Mooihaven. Met het ei gaan Sophie, Starter en Pieters op zoek. Ze vinden uiteindelijk de Medusa op zee en gaan erachteraan. Het ei kan dus ook wel degelijk over het water. Helaas kan het ei niet zonder brandstof en die raakt uitgeput. Gelukkig dat het ei blijft drijven, maar de Medusa verdwijnt uit het zicht. De volgende ochtend worden de vrienden gered door de zeemacht. De commandant van het vliegdekschip de Giganticus neemt hen aan boord. Sophie doet het hele verhaal aan de commandant. Met haar charme weet ze de man te overtuigen om de achtervolging op de Medusa in te zetten en zo haar vader te kunnen bevrijden. Als ze Minzwijnoff dan bij de lurven hebben, geeft die zich niet meteen gewonnen. Zijn schip is immers een oude torpedoboot die hij had laten ombouwen tot een luxeschip. Hij stuurt een akoestische torpedo op het vliegdekschip. Omdat die torpedo afgaat op het geluid roept de commandant op tot gehele stilte hetgeen niet zo goed lukt. Een luidruchtige jukebox brengt Sophie op een idee. Ze binden een touw aan de jukebox en laten hem via een helikopter de lucht ingaan. De helikopter stuurt naar de Medusa waardoor de torpedo dit lawaai volgt. Minzwijnoff ziet dat op die manier zijn schip tot zinken zal komen en geeft zich over. Sophie kan zich dolgelukkig in de armen van haar vader storten. Bij thuiskomst wordt het welslagen van de missie gevierd. En voor de commissaris van de politie heeft Sophie nog een leuke verrassing.
Opmerking: Pieters wordt in het begin van het verhaal enkele keren “Pieterse” genoemd.

## De toverput
Dit verhaal van 6 pagina's is verschenen bij Robbedoes in 1965 nummer 1444.

### Personages
- Sophie
- Bertje
- Pieters
- Mijnheer Grijpstuiver
- Hein
- een bedelaar

### Verhaal
Het is Kerstmis. Sophie wandelt door de besneeuwde straten om de heerlijke kerstsfeer op te snuiven. Ze ziet alleen maar gelukkige mensen, hetgeen haar ook blij stemt. Plots hoort ze echter het gehuil van Bertje. Ze troost hem en vraagt wat er is gebeurd dat hij zo verdrietig is. Blijkbaar heeft de jongen zijn munt verloren waarmee hij speelgoed wilde kopen. Sophie geeft hem een van haar eigen munten. Bertje bedankt Sophie en sleurt haar mee naar een put. Bertje zegt dat het een toverput is die wensen in vervulling kan doen gaan. Hij werpt de munt in de put en begint het gewenste speelgoed af te gaan. Helaas springt er geen speelgoed uit de put. Bertje is ontroostbaar. Sophie vraagt hem van wie hij dat verhaal van de toverput heeft. Blijkbaar komt het van een grote jongen op school, genaamd Hein. Sophie wil Bertje toch een leuke kerst bezorgen en bedenkt een plan.
Sophie komt Hein toevallig tegen en wenst hem vrolijk kerstfeest met een draai om zijn oren omdat hij Bertje voor de gek had gehouden. Ze neemt Bertje enkele uren later weer mee naar de put. Ze vertelt hem dat de wensen niet waren uitgekomen omdat het de vorige keer een vals muntstuk was. Ze geeft hem een nieuw muntstuk. Bertje gooit de munt erin en verontschuldigt zich aan de put voor de vorige keer. Plots schijnt er licht uit de put. Sophie zegt dat Bertje zijn wensen moet opzeggen. Bertje doet het en ze worden een voor een vervuld. Als hij alles heeft bedankt hij de put en gaat dolgelukkig naar huis. Sophie blijft even achter en ziet dat mijnheer Grijpgraag eraan komt, de gierigste man van de stad. Hij had alles gezien en wil op zijn beurt zijn geluk beproeven bij de put. Hij werpt een muntstuk in de put en wenst een Rolls Royce van massief goud. Hij krijgt een schoen tegen het hoofd met de woorden “jij krijgt niets ouwe geldzak”. Grijpgraag maakt dat hij wegkomt. Even later komt Pieters uit de put met een zaklantaarn in de hand. Als hij en Sophie weggaan geven ze nog geld aan een bedelaar. De bedelaar gebruikt het geldstuk om op zijn beurt in de put te gooien en wensen te doen. Blijkbaar heeft de put dan toch magische krachten, maar slechts één keer per jaar op kerstnacht precies om 12 uur ’s.
Opmerking: Bertje wordt in dit verhaal Harrie genoemd.